# Дорофей Югский
Дорофей (ум. 1622) — схимонах, преподобный Русской православной церкви; основатель Югской пустыни.

## Биография

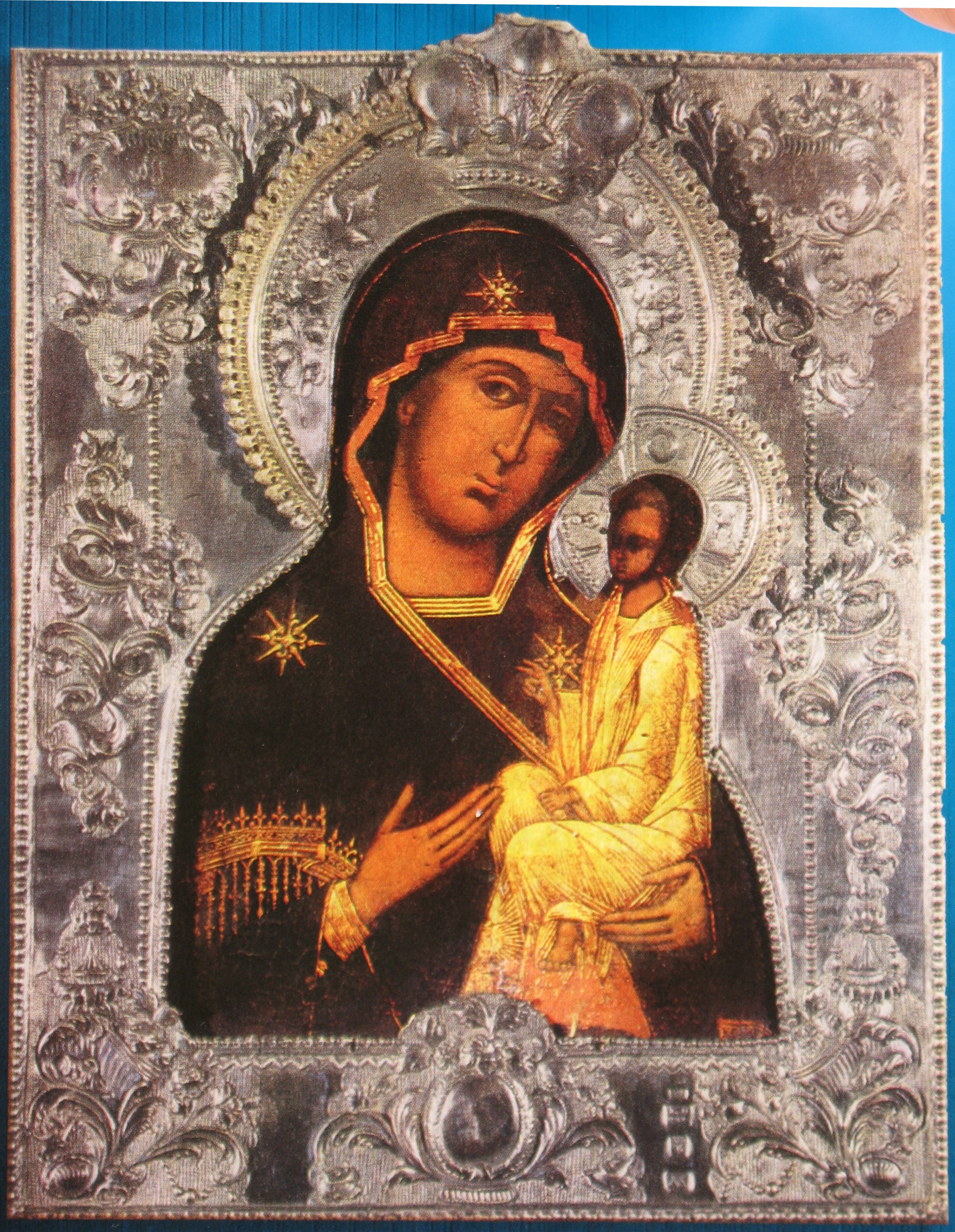
Югская икона Божией Матери

О детстве и мирской жизни преподобного Дорофея сведений практически не сохранилось, да и последующие данные о нём весьма скудны и отрывочны и взяты в основном из «Сказания о чудотворной иконе Божией Матери Югской» (ок. XVIII века) и рукописи под названием «Описание Югской Дорофеевой общежительной пустыни».
Согласно дошедшим до нас сведениям, Дорофей родился в селе Нижне-Никульское. Постригся в монашество и принял схиму в Псково-Печерском монастыре, где проводил время в посте и молитве.
5 мая 1615 года, незадолго до Осады Пскова в ходе Русско-шведской войны, на утреннем богослужении преподобный Дорофей услышал голос, повелевший ему взять икону Пресвятой Богородицы и идти с ней в родные места. Обойдя обитель, он обнаружил чудотворный образ Богоматери. Получив благословение настоятеля Печерского монастыря архимандрита Иоакима, Дорофей покинул обитель и в том же году в Ярославской епархии основал Югскую пустынь; в память основателя пустынь позднее получила название Дорофеевой.
Святой Дорофей умер в 1622 году и был погребён в основанной им обители.
Память преподобного Дорофея отмечается в 4-ю неделю по Пятидесятнице — в Соборе Псково-Печерских святых, 23 мая — в Соборе Ростово-Ярославских святых и 5 июня местно чтится в Ярославской и Ростовской епархии.

## Комментарии
1. ↑  Село Нижне-Никульское (ранее — Никульское) располагалось на правом берегу Волги примерно на 10 км ниже Мологи[6], с 28 февраля 1777 — в составе Рыбинского уезда Ярославской губернии, волостной центр[7]; утрачено при создании Рыбинского водохранилища, ныне — территория Каменниковского сельского поселения в Рыбинском районе, Ярославская область.
2. ↑  Югская Дорофеева пустынь располагалась примерно в 7 км южнее села Нижне-Никульское[11], с 28 февраля 1777 — в составе Рыбинского уезда Ярославской губернии; утрачена при создании Рыбинского водохранилища, ныне — территория Рыбинского района, Ярославская область.